# Renaud Lavillenie
Renaud Lavillenie (sinh ngày 18 tháng 9 năm 1986) là một vận động viên nhảy sào người Pháp. Năm 2014 anh đã phá kỷ lục tồn tại 20 năm ở môn nhảy sào nắm giữ bởi Sergey Bubka với mức sà mới 6,16 mét. Năm nay 27 tuổi, Renaud Lavillenie đã giành huy chương vàng tại Thế vận hội London 2012 và danh hiệu vô địch thế giới cũng trong năm 2012 với thành tích ở sân ngoài trời là 6,02m. Với các giải đấu ở sân trong nhà, Lavillenie cũng đã đạt được độ cao 6,08m tại một giải đấu ở Bygdoszcz (Ba Lan) tháng 2/2014. Tối 15/2/2014, sau hai lần nhảy không thành công ở mức xà 6,01m, Lavillenie quyết định nâng độ cao lên 6,16m và vượt qua ngay cú nhảy đầu tiên.
Ngoài việc giành chiến thắng Olympic, anh đã giành được 1 huy chương vàng giải vô địch trong nhà thế giới, 2 huy chương vàng giải vô địch châu Âu huy và 3 huy chương vàng giải vô địch trong nhà châu Âu. Anh cũng đã giành được 1 huy chương bạc và 2 huy chương đồng tại giải vô địch thế giới. Tính đến ngày 15 tháng 2 năm 2014, anh đã giữ kỷ lục quốc gia Pháp môn nhảy sào bao gồm cả ở nội dung ngoài trời (6,06 m) và trong nhà (6,16 m).